# Hieroxestinae
Hieroxestinae es una subfamilia de   lepidópteros glosados del clado Ditrysia perteneciente a la familia Tineidae.

## Géneros
| - Amphixystis - Archemitra - Asymplecta - Kermania - Mitrogona | - Oinophila - Opogona - Phaeoses - Phruriastis - Syncrobyla - Wegneria |